# Helmertbank
Koordinaten: 75° 0′ S, 29° 20′ W
Die Helmertbank ist eine Bank im antarktischen Weddell-Meer. Sie liegt unweit der Küste des Coatsland in einer Tiefe von mindestens 400 m unter dem Meeresspiegel.
Benannt ist sie auf Vorschlag des Vermessungsingenieurs und Glaziologen Heinrich Hinze vom Alfred-Wegener-Institut. Namensgeber ist der deutsche Geodät Friedrich Robert Helmert (1843–1917). Die Benennung wurde im Juli 1997 durch das US-amerikanische Advisory Committee on Undersea Features (ACUF) bestätigt.